# Brevet de technicien supérieur agricole - Gestion et protection de la nature
Le brevet de technicien supérieur agricole - Gestion et Protection de la Nature (ou BTSA GPN) est un diplôme français sanctionnant une formation de deux ans après le baccalauréat. Il est préparé dans un établissement d'enseignement agricole. Ce BTSA appartient au secteur "Aménagement de l'espace et protection de l'environnement".

## Histoire
La première formation (initialement nommé BTS "Protection de la Nature") a été créée en Corrèze au Lycée Henry Queuille de Neuvic (19) à partir de 1971 afin de répondre à une demande émergente d'un milieu professionnel encore à ses débuts.
Le BTS GPN est officiellement créé en octobre 1992 par Arreté ministériel et les premières formations ouvertes dés septembre 1993 dans des établissements au quatre coins du territoire hexagonal (Vendôme, Sées, Bourg de Péage...) . La formation comporte deux spécialités au choix : Animation nature ou Gestion des espaces naturels.

## Évolutions et rénovations de la formation
En 2011, 21 centre de formation dispensait ce diplôme. En 2024, 69 centre de formation dispensait ce diplôme.
À partir de 2011 le BTS GPN est réformé et la spécialité n'existe plus, chaque étudiant est donc depuis formé aux deux approches principales mêlant animation nature et gestion des espaces naturels.

## Liste des établissements proposant le BTSA Gestion et Protection de la Nature
Il est possible de préparer le BTSA Gestion et Protection de la Nature dans un établissement d'enseignement agricole public ou dans un établissement d'enseignement agricole privé. Selon les établissements, le BTSA sera réalisé en formation scolaire, en formation par alternance et/ou en apprentissage.
Certains centre de formation propose également des formats en distanciel.
| Établissement                                                                   | Ville                      | Code postal |
| ------------------------------------------------------------------------------- | -------------------------- | ----------- |
| Lycée agricole privé Robert Schuman                                             | Chauny                     | 02300       |
| Lycée agricole Olivier de Serres                                                | Aubenas                    | 07205       |
| Lycée agricole de Saint Laurent                                                 | Saint-Laurent              | 08090       |
| Lycée général et technologique agricole Charlemagne                             | Carcassonne                | 11000       |
| Maison familiale rurale Valrance                                                | Saint-Sernin-sur-Rance     | 12380       |
| CFPPA - site lycée des Calanques                                                | Marseille                  | 13008       |
| Cours Diderot et École de Gestion et de Protection de la Nature (EGPN)          | Aix-en-Provence            | 13090       |
| Lycée agricole d'Aix-Valabre                                                    | Gardanne                   | 13548       |
| Lycée de la mer et du littoral                                                  | Bourcefranc-le-Chapus      | 17560       |
| Lycée agricole Henri-Queuille                                                   | Neuvic                     | 19160       |
| Campus Agri Corsica 'U Rizzanesi - Sarté'                                       | Sartène                    | 20100       |
| Campus Agri Corsica 'U Rizzanesi - Sarté'                                       | Sartène                    | 20100       |
| Maison familiale rurale d'éducation et d'orientation Grandchamp                 | Ruffey-lès-Beaune          | 21200       |
| Lycée Pommerit                                                                  | La Roche-Jaudy             | 22450       |
| Lycée agricole La Peyrouse                                                      | Coulounieix-Chamiers       | 24660       |
| MFR de Mondy                                                                    | Bourg-de-Péage             | 26300       |
| Lycée agricole de Suscinio                                                      | Morlaix                    | 29600       |
| Cours Diderot et École de Gestion et de Protection de la Nature (EGPN)          | Toulouse                   | 31000       |
| Lycée général et technologique du campus privé Saint-Christophe                 | Masseube                   | 32140       |
| Lycée professionnel du campus privé Saint-Christophe                            | Masseube                   | 32140       |
| Cours Diderot et École de Gestion et de Protection de la Nature (EGPN)          | Bordeaux                   | 33000       |
| Cours Diderot et École de Gestion et de Protection de la Nature (EGPN)          | Montpellier                | 34000       |
| Pôle sup nature                                                                 | Montpellier                | 34000       |
| Association educaskills et formaskills                                          | Sète                       | 34200       |
| CFA agricole la Lande de la Rencontre                                           | Saint-Aubin-du-Cormier     | 35140       |
| Lycée AGROTEC de Vienne - Seyssuel                                              | Vienne                     | 38217       |
| CFPPA de La Côte-Saint-André, École de la nature et du vivant                   | La Côte-Saint-André        | 38261       |
| CFA de Montmorot                                                                | Montmorot                  | 39570       |
| Lycée d'enseignement général et technologique agricole Edgar Faure de Montmorot | Montmorot                  | 39570       |
| Lycée agricole Agro Campus des 2 vallées                                        | Vendôme                    | 41106       |
| Cours Diderot et École de Gestion et de Protection de la Nature (EGPN)          | Nantes                     | 44000       |
| LEGTAP Briacé                                                                   | Le Landreau                | 44430       |
| Campus Mouillère - Lycée privé                                                  | Orléans                    | 45100       |
| Lycée d'enseignement général et technologique agricole les Barres               | Nogent-sur-Vernisson       | 45290       |
| Lycée général technologique et professionnel agricole François Rabelais         | Saint-Chély-d'Apcher       | 48200       |
| Maison familiale rurale-CFA                                                     | Buxières-lès-Villiers      | 52000       |
| Lycée agricole Mathieu de Dombasle de Meurthe-et-Moselle                        | Malzéville                 | 54220       |
| Lycée agricole privé Kerplouz - La Salle                                        | Auray                      | 56404       |
| Cours Diderot et École de Gestion et de Protection de la Nature (EGPN)          | Lille                      | 59000       |
| Lycée Charles Naveau                                                            | Sains-du-Nord              | 59177       |
| Lycée agricole public de Sées                                                   | Sées                       | 61500       |
| Campus agro-environnemental 62 site d'Arras                                     | Tilloy-lès-Mofflaines      | 62217       |
| Maison familiale rurale de Rollancourt                                          | Rollancourt                | 62770       |
| Lycée agricole                                                                  | Rochefort-Montagne         | 63210       |
| Institut Agro - Enseignement à distance (ex CNPR)                               | Lempdes                    | 63370       |
| Lycée agricole privé Jean Errecart                                              | Saint-Palais               | 64120       |
| Lycée agricole privé Saint-Christophe                                           | Saint-Pée-sur-Nivelle      | 64310       |
| Lycée général et technologique agricole Jean Monnet                             | Vic-en-Bigorre             | 65500       |
| Cours Diderot et École de Gestion et de Protection de la Nature (EGPN)          | Lyon                       | 69006       |
| Institut des métiers de l'environnement et de la transition écologique - Lyon   | Lyon                       | 69009       |
| MFR Petite Gonthière                                                            | Anse                       | 69480       |
| Lycée d'enseignement général et technologique agricole de Mâcon-Davayé          | Davayé                     | 71960       |
| MFR Les Forges à La Ferté-Bernard                                               | La Ferté-Bernard           | 72400       |
| Centre de formation aux métiers de la montagne                                  | Thônes                     | 74230       |
| ISETA site de Poisy                                                             | Poisy                      | 74330       |
| Cours Diderot et École de Gestion et de Protection de la Nature (EGPN)          | Paris                      | 75011       |
| Maison familiale rurale de Saint-Georges-sur-Fontaine                           | Saint-Georges-sur-Fontaine | 76690       |
| Institut supérieur de l'environnement                                           | Versailles                 | 78000       |
| LÉA-CFI - Campus Jouy-en-Josas (ex-Tecomah)                                     | Jouy-en-Josas              | 78350       |
| LYCÉE AGRICOLE DU CHEP - « L'École du savoir vert »                             | Le Tremblay-sur-Mauldre    | 78490       |
| Lycée agricole Jacques Bujault                                                  | Melle                      | 79500       |
| CFPPA de Hyères                                                                 | Hyères                     | 83408       |
| LEGTPA Nature                                                                   | La Roche-sur-Yon           | 85035       |
| CFA de l'école d'horticulture et de paysage                                     | Roville-aux-Chênes         | 88700       |
| École d'horticulture et de paysage                                              | Roville-aux-Chênes         | 88700       |
| Lycée général technologique et professionnel agricole de Macouria               | Macouria                   | 97355       |
| Lycée agricole de Coconi                                                        | Coconi                     | 97670       |
| Lycée agricole Émile Boyer de la Giroday                                        | Saint-Paul                 | 97864       |

## Admission et inscription
Il est possible d'accéder au BTSA Gestion et Protection de la Nature après un baccalauréat général scientifique, un baccalauréat professionnel (le bac professionnel "Gestion des milieux naturels et de la faune" est le plus représenté parmi les étudiants de BTSA GPN), un baccalauréat technologique STAV. Il est nécessaire de passer par la procédure Parcoursup pour l'inscription si on sort de Terminale.
Pour suivre le BTSA par apprentissage, il est nécessaire d'avoir un maître d'apprentissage ou du moins une promesse de contrat d'apprentissage. Toutefois certains établissement ne permette pas la poursuite de cette formation en apprentissage.

## Débouchés
Le BTSA Gestion et Protection de la Nature prépare par exemple au métiers de :
- Gestionnaire d'espaces naturels protégés ;
- Animateur nature ;
- Éducateur à l’environnement ;
- Garde nature, garde technicien, garde animateur ;
- Techniciens espaces naturels ;
- Techniciens rivière.

Les structures qui embauchant des diplômés de BTSA GPN peuvent être :
- associatives :
  - les Conservatoires d'espaces naturels,
  - la Ligue pour la protection des oiseaux,
  - les Centres permanents d’initiatives pour environnement ;
- institutionnelles :
  - l'Office français de la biodiversité,
  - l'Office national des forêts,
  - Les collectivités territoriales ;
- privées :
  - bureaux d'études en envirronnement,
  - fondations privées scientifiques.

Chaque année plus d'un milliers d'étudiants sont diplômés du BTSA GPN.

## Poursuites d'études
Le BTSA est un diplôme préparant à la vie professionnelle. Mais il est possible de poursuivre des études après son obtention.
Après un BTSA, il est possible de passer des concours, ou de suivre :
- une licence
- une licence professionnelle
- un autre BTSA[7]

Dans le cas où une personne suit un second BTSA, il est possible de le faire en un an ou d'être dispensé de certaines épreuves donc de certaines matières (en particulier les matières d'enseignement général).

## Traditions
Chaque année début novembre, les étudiants en cours de formation mais aussi les diplômés de toutes les formations de BTS GPN de France se retrouvent en Corrèze pour la traditionnelle "soirée spé" organisé par l'Association des Techniciens Supérieurs Agricoles de Neuvic. À cette occasion le partage de tradition culinaire de chaque territoire est mis à l'honneur et un moment festif au cœur d'une forêt est organisé.